# Marshall Stearns
Pour les articles homonymes, voir Stearns.
Marshall Winslow Stearns (18 octobre 1908 - 18 décembre 1966) est un critique de jazz et musicologue américain. Il est le fondateur de l'Institute of Jazz Studies.

## Biographie
Stearns naît à Cambridge dans le Massachusetts. Il est le fils d'Edith Baker Winslow (1878-1952) et de Harry Ney Stearns (1874-1930) ; son père est un avocat diplômé de l'université d'Harvard.
Stearns joue de la batterie pendant son adolescence et étudie à l'université d'Harvard, où il obtient une licence en arts en 1931. Il fréquente également la faculté de droit de 1932 à 1934, sans obtenir de diplôme. Il poursuit ses études en anglais médiéval à l'université de Yale, où il obtient un doctorat en 1942. Il occupe une série de postes universitaires dans les facultés d'anglais de l'université d'Hawaï (1939-1941), de l'université de l'Indiana (1942-1946) et de l'université Cornell (1946-1949). Son parcours dans l'enseignement du jazz commence en 1950 à l'université de New York (1950-1951) puis, à partir de 1951, au Hunter College, où il devient professeur. Tout en travaillant dans le milieu universitaire, il écrit sur la musique jazz pour plusieurs magazines, dont Variety, Saturday Review, Down Beat, The Record Changer (de), Esquire, Harper's, Life et Musical America.
En 1950, Stearns reçoit une bourse Guggenheim qu'il utilise pour terminer son ouvrage The Story of Jazz, publié en 1956 par Oxford University Press, qui devient un texte de référence et une introduction populaire au jazz.
En 1952, il fonde et dirige l'Institut d'études du jazz. Par la suite, il est consultant auprès du département d'État des États-Unis et accompagne Dizzy Gillespie lors d'une tournée au Moyen-Orient en 1956 parrainée par son bureau. Il enseigne à la New School for Social Research (1954-1961) et à la School of Jazz de Lenox, Massachusetts.
Stearns meurt le 18 décembre 1966 à Key West, en Floride.
Avec sa deuxième épouse, Jean, ils ont co-écrit Jazz Dance: The Story of American Vernacular Dance, publié à titre posthume en 1968.

## Vie familiale
Stearns a été marié à deux reprises. Il épouse d'abord Elizabeth, dite Betty Dixon (1909–1996) le 18 octobre 1931, dans la ville de Yonkers, dans l'état de New York. Le père de cette dernière est Joseph Moore Dixon (1867–1934), le septième gouverneur du Montana de 1921 à 1925.
Stearns épouse ensuite Jean Barnett, née  en 1922, en octobre 1956, à Manhattan, New York. Originaire de White Hall dans l'Illinois, Jean a fréquenté le MacMurray College au sein de la promotion de 1943, mais a été transférée à l'université de l'Illinois à Urbana–Champaign où, en 1945, elle obtient une licence d'anglais. La mère de Jean, Helen Barnett (née Helen Isabell Beaty, 1889-1981), est professeure de musique à White Hall et son père, Fleet Barnett (né Ralph Fleetwood Barnett, 1895–1981), possède et travaille dans un magasin de poterie à White Hall.

## Publications
- (en) The Story of jazz, New York, Oxford University Press, 1956, XII-367 p..

édition allemande : (de) Die Story des Jazz  (trad. Hanns Krammer), Munich, Süddeutscher Verlag, 1959.
- avec Jean Stearns : (en) Jazz Dance: The Story of American Vernacular Dance, Collier Books - Macmillan, 1968.

réimpression chez le même éditeur en 1971.
réédition en 1994 à New York par Da Capo Press  (ISBN 9780306805530) (Lire en ligne).